# Десети загребачки корпус НОВЈ
Десети загребачки корпус био је корпус Народноослободилачке војске Југославије формиран 19. јануар 1944. наредбом Врховног команданта НОВ и ПОЈ Јосипа Броза Тита од 32. загорске и 33. хрватске дивизије и Западне групе НОП одреда (Загребачки, Загорски и Калнички НОП одред) и Трећег диверзантског батаљона. При формирању имао је укупно 6.335 бораца.
Први командант корпуса био је Владимир Матетић, затим Мате Јерковић, а политички комесар је био Иван Шибл.
Формирањем корпуса расформиран је Штаб Друге оперативне зоне Главног штаба НОВ и ПО Хрватске, а њене надлежности је преузео Штаб корпуса. Дејствовао је у северном делу Хрватске (тзв. Загребачка област), на терену између Илове, Драве, Словеније и Саве.
Од 16. априла 1945. налазио се у саставу Треће армије ЈА.